# Aldemar Reyes
Aldemar Reyes Ortega (Ramiriquí, 22 april 1995) is een Colombiaans wielrenner die vanaf 2022 voor Team Medellin-EPM uitkomt.

## Carrière
In 2014 won Reyes het jongerenklassement van de Ronde van Colombia door Steven Giraldo zeven minuten en vijf seconden voor te blijven. Een jaar later werd hij onder meer twintigste in het Pan-Amerikaanse kampioenschap op de weg bij de beloften.
In 2016 werd Reyes onder meer vijfde in het eindklassement van de Ronde van de Isard. Een maand later werd hij tiende in die van de ronde van zijn thuisland en won hij het jongerenklassement voor de tweede maal. Dit herhaalde hij in juli in de Trofeo Joaquim Agostinho, waarna hij drie dagen later startte in de Ronde van de Aostavallei. Deze Italiaanse rittenkoers voor belofte begon Reyes door samen met zijn ploeggenoten de elfde tijd in de openingsploegentijdrit neer te zetten. Door achtereenvolgens naar een vierde, achtste, vierde en vijfde plaats in de etappes te rijden eindigde Reyes op de vierde plaats in het algemeen klassement. In de Prueba Villafranca de Ordizia wist de Colombiaan als elfde te finishen, waarna hij in de Ronde van de Elzas op de zesde plaats wist te eindigen. Daarnaast werd hij in die Franse etappewedstrijd tweede in het bergklassement, met een achterstand van twee punten op Rémi Aubert.
Doordat zijn ploeg een stap hogerop deed werd Reyes in 2017 prof. Dat jaar won hij de bergklassementen van de Ronde van Alentejo en de Ronde van Madrid, eindigde hij op het podium van de jongerenklassementen van de Ronde van Asturië, de Ronde van Madrid en de Ronde van Burgos en nam hij deel aan de Ronde van Spanje.

## Overwinningen
2014
Jongerenklassement Ronde van Colombia
2016
Jongerenklassement Ronde van Colombia
Jongerenklassement Trofeo Joaquim Agostinho
2017
Bergklassement Ronde van Alentejo
Bergklassement Ronde van Madrid
2021
5e etappe Ronde van Colombia
Puntenklassement Ronde van Colombia
2022
8e etappe Ronde van Colombia
Puntenklassement Ronde van Colombia
Juegos Bolivarianos, wegwedstrijd

## Resultaten in voornaamste wedstrijden
| Jaar | Ronde van Italië | Ronde van Frankrijk | Ronde van Spanje |
| ---- | ---------------- | ------------------- | ---------------- |
| 2017 |                  |                     | 45e              |

## Ploegen
2016 –  Manzana Postobón Team
2017 –  Manzana Postobón Team
2018 –  Manzana Postobón Team
2019 –  Manzana Postobón Team (tot 24 juni)
2019 –  GW-Shimano (vanaf 1 juli)
2020 –  EPM-Scott
2022 –  Team Medellin-EPM
2023 –  Team Medellin-EPM
Aguirre · Betancur · Bohórquez · Goikoetxea · Higuita · Molano · Muñoz · Osorio · Paredes · Parra · Restrepo · Reyes · Sierra · Suaza · Suesca · Villegas
Aguirre · Amador · Bohórquez · Bol · García · Higuita · Molano · Orjuela · Osorio · Paredes · Piedra · Reyes · Sierra · Suaza · Vilela · Villegas · Chía (stagiair) · Rivera (stagiair) · Ruiz (stagiair)
Aguirre · Amador · Bohórquez · Bol · Duarte · García · Higuita · Molano · Orjuela · Osorio · Paredes · Parra · Reyes · Sierra · Suaza · Vilela · Villegas